# Conops bipunctatus
Conops bipunctatus är en tvåvingeart som beskrevs av Friedrich Hermann Loew 1852. Conops bipunctatus ingår i släktet Conops och familjen stekelflugor.
Artens utbredningsområde är Moçambique. Inga underarter finns listade i Catalogue of Life.